# Cor van Stam
Cornelis (Cor) van Stam (Nieuw-Vennep, 6 januari 1920 – Annecy, 20 augustus 1995) was een Nederlandse verzetsstrijder en politicus.

## Biografie
Van Stam werd geboren in Nieuw-Vennep op 6 januari 1920, Voor de oorlog en tijdens de bezetting was hij vertegenwoordiger van een handel in landbouwzaden in Haarlemmermeer. 
In 1942 ten tijde van de Tweede Wereldoorlog sloot Van Stam zich aan bij het verzet in Haarlemmermeer en coördineerde als Cor van de Meer. Dat verzet richtte zich in het bijzonder op de plaatsing en verzorging van ruim 3600 onderduikers, onder wie circa 600 Joodse Nederlanders.
Van Stam was leider van het district Haarlemmermeer van de Landelijke Organisatie voor Hulp aan Onderduikers en Landelijke Knokploegen. In september 1944 werd hij zelfs Gewestelijk Commandant van de Binnenlandse Strijdkrachten (Strijdend Gedeelte). Na de oorlog werd Van Stam directeur van het  district Noord-Holland van de Stichting 1940-1945. 
In 1958 werd hij gekozen tot raadslid in Haarlemmermeer voor de Antirevolutionaire Partij. In 1962 werd hij wethouder van Volkshuisvesting en Ruimtelijke Ordening van de gemeente Haarlemmermeer. In deze laatste functie stond hij aan de basis van de verandering van Haarlemmermeer van agrarisch naar verstedelijkt gebied. Van Stam zette zich in voor betaalbare woningen. Grondspeculanten werden eenvoudig ingedamd. Hij zette bouwers onder druk en de verworven gronden moesten aan de gemeente worden aangeboden tegen de agrarische waarde. 
Op 16 januari 1972 werd Van Stam benoemd tot burgemeester van gemeente Haarlemmermeer. Het was een unieke gebeurtenis, omdat het zelden voorkwam dat een wethouder burgemeester werd in dezelfde gemeente. Onder zijn burgemeesterschap kreeg Haarlemmermeer in 1979 de groeikernstatus. Met zijn “Commissie van tien” trok hij door de gemeente door en bezocht de kleinere kernen om de relatie tussen de gemeente en haar inwoners te verbeteren. Onder zijn burgemeesterschap werd begonnen met de aanleg van het Haarlemmermeerse Bos in 1974. Daarnaast kwamen onder zijn beleid de woonwijken Pax (1975) en Bornholm (1978) tot stand. Verder werden de NS-stations Nieuw-Vennep en Hoofddorp op 1 juni 1981 geopend door Koningin Beatrix. Van Stam had ervoor gezorgd dat deze twee stations er kwamen. De Nederlandse Spoorwegen waren dit niet van plan, maar van Stam zei eenvoudig “geen spoorlijn door de polder, zonder stations”. Ook werd het nieuwe raadhuis gebouwd en geopend onder leiding van Van Stam. 
Het ambt van burgemeester zou hij bekleden tot 1 februari 1983. Na het beëindigen van zijn ambt ging hij met pensioen.
In 1994 publiceerde Van Stam het boek Wacht binnen de dijken, dat betrekking heeft op het voorkomen van het opblazen van de door de Duitsers ondermijnde Ringdijk rond de Haarlemmermeer.
Op 20 augustus 1995 overleed Van Stam aan een hartaanval in zijn vakantiehuis in Frankrijk. Hij ligt begraven op de algemene begraafplaats Taxushof in Nieuw Vennep.

### Onderscheidingen
Cor van Stam is onderscheiden met de Bronzen Leeuw, uitgereikt door prins Bernhard; hij was Officier in de Orde van Oranje-Nassau; houder van het verzetsherdenkingskruis; hij kreeg samen met zijn vrouw, Trijntje Jansen, in 1990 de hoogste Israëlische onderscheiding, de Yad Vashem. Ook kreeg hij het ereburgerschap van Haarlemmermeer.